# Min (cantante)
Lee Min Young (en hangul, 이민영; romanización revisada del coreano, Imin-yeong;  Seúl, 21 de junio de 1991), conocida por su nombre artístico Min (en hangul, 민; estilizado como MIN), es una cantante, rapera, bailarina, actriz y compositora surcoreana. Es conocida por haber sido miembro de Miss A, formado por JYP Entertainment en 2010.

## Primeros años
Min nació en Seúl, Corea del Sur, el 21 de junio de 1991.  A una edad temprana participó en BoBoBo (el equivalente coreano de Plaza Sésamo), como parte del dúo llamado Eolleong Ddungddang. A los 13 años, ella y la miembro de Girls' Generation Hyoyeon formaron un dúo de baile llamado Little Winners.  Min audicionó para JYP Entertainment cuando estaba en el 6.º grado. Después de un año de entrenamiento, fue enviada a los Estados Unidos para prepararse para un debut en los Estados Unidos, y estudió en la Repertory Company High School for Theatre Arts en Manhattan, Nueva York.

## Carrera
Para el debut de Min en Estados Unidos, J.Y. Park se unió con Lil Jon en la producción de su álbum. Sus sencillos en solitario son «Dance Like This», «Go Ahead» y «Boyfriend».

### Miss A
Min marcó su debut oficial en Corea del Sur como parte del grupo femenino de cuatro miembros nombrado miss A, el cual debutó el 1 de julio de 2010 con el lanzamiento del sencillo «Bad Girl Good Girl» que forma parte de su primer EP titulado Bad But Good, sencillo que sigue siendo su canción más reconocida y exitosa hasta la fecha junto con Hush y Only You.  En noviembre de 2017, se informó que Min se había ido del grupo ya que su contrato con JYP Entertainment había llegado a su fin.

### Actividades en solitario
Después de que las promociones formales de Miss A terminaron para «Bad Girl Good Girl», Bad Girl Good Girl Min colaboró con su compañero de agencia San E para su sencillo debut «Tasty San». Ella se unió a él en sus escenarios de debut en varios espectáculos musicales para el mes de septiembre. Min fue seleccionada para formar parte de la Cumbre del G-20 de Seúl que se celebró en noviembre de 2010. Fue elegida para cantar con 20 ídolos diferentes de 2PM, 2AM, Girls' Generation, BEAST, MBLAQ y más. La grabación se realizó por separado durante dos días y un día para que todos los participantes se reunieran para la grabación del coro. La canción, titulada Let's Go, fue lanzada a través de una serie de listas de música en línea el 15 de octubre de 2010.
En octubre de 2010, Min fue elegido como miembro fijo de Oh! My School, un programa de variedades de Corea del Sur transmitido por KBS hasta su final en mayo de 2011. Fue durante este tiempo que Min pudo mostrar sus famosas habilidades de baile y varieda. En un episodio de Oh! My School, Min, había confiado a sus compañeros de reparto que en un momento dado, había renunciado a la vida como aprendiz a lo que ella comentó «Desanimada por los recurrentes retrasos e incertidumbres de su debut en Estados Unidos, había regresado a Corea del Sur y había cortado el contacto durante un año y medio, tiempo durante el cual se mantuvo enseñando clases de baile e inglés», dijo.
Min hizo su debut como actriz en la película surcoreana de 2011 Countdown junto a los veteranos de la pantalla Jung Jae-young y Jeon Do-yeon. Interpretó el papel de Hyeon-ji, la hija joven distanciada y rebelde del carismático estafador Cha Ha-yeon.
En agosto de 2016, Min colaboró con Hyoyeon de Girls' Generation y Jo Kwon de 2AM para formar un trío proyecto mixto llamado Triple T. El trío lanzó su sencillo debut titulado «Born to be Wild», con J. Y. Park, como parte del proyecto musical semanal en curso de SM Entertainment.
En enero de 2017, se reveló el elenco de la adaptación de una obra musical titulada Boys Over Flowers The Musical, la producción anunciando que Min haría su debut en el teatro musical con el papel estelar de Tsukushi Makino. El musical se estrenó el 24 de febrero y tuvo su última llamada de telón el 7 de mayo en el Gran Teatro del Centro de Arte de la Universidad de Hongik en Seúl.
El 22 de mayo de 2019, se reveló que Min ha firmado un contrato exclusivo con su nueva agencia K-Tigers E&C.
El 8 de noviembre de 2021, Min lanzó su primer sencillo digital oficial en solitario titulado «Onion» junto un videoclíp del mismo nombre.
El 18 de abril de 2022, Min lanzó su segundo sencillo digital «Hit Me Up» junto un videoclíp del mismo nombre.

## Discografía

### Sencillos
| Título                                                                                    | Año                    | Gráfico de posiciones  | Gráfico de posiciones  | Ventas (Descarga digital)                            | Álbum                                                  |
| Título                                                                                    | Año                    | Gaon Digital Chart     | US World               | Ventas (Descarga digital)                            | Álbum                                                  |
| Como artista principal                                                                    | Como artista principal | Como artista principal | Como artista principal | Como artista principal                               | Como artista principal                                 |
| ----------------------------------------------------------------------------------------- | ---------------------- | ---------------------- | ---------------------- | ---------------------------------------------------- | ------------------------------------------------------ |
| "Dance Like This"                                                                         | 2007                   | —                      | —                      |                                                      |                                                        |
| "Go Ahead"                                                                                | 2008                   | —                      | —                      |                                                      |                                                        |
| "Boyfriend"                                                                               | 2008                   | —                      | —                      |                                                      |                                                        |
| "Onion" (feat. Chang Suk-hoon)                                                            | 2021                   | —                      | —                      |                                                      |                                                        |
| "Hit Me Up" (feat. JMIN)                                                                  | 2022                   | —                      | —                      |                                                      |                                                        |
| Como artista destacado                                                                    |                        |                        |                        |                                                      |                                                        |
| "Tasty San" (San E, feat. Min)                                                            | 2010                   | 45                     | —                      |                                                      | Everybody Ready?                                       |
| "Just The Two Of Us" (Baro, feat. Min)                                                    | 2012                   | 102                    | —                      | - KOR: 58,307+                                       | Ignition                                               |
| "Marathon" (Deepshower, feat. Min)                                                        | 2018                   | —                      | —                      |                                                      | Colors                                                 |
| "IDK" (Tyroné Laurent, feat. Min)                                                         | 2022                   | —                      | —                      | IDK                                                  |                                                        |
| Colaboraciones                                                                            |                        |                        |                        |                                                      |                                                        |
| "Let's Go" (como parte de Group of 20)                                                    | 2010                   | 116                    | —                      |                                                      | G20 Seoul Summit (Lanzamiento sin álbum)               |
| "This Christmas" (como parte de JYP Nation)                                               | 2010                   | 34                     | —                      | JYP Nation Team Play Concert (Lanzamiento sin álbum) |                                                        |
| "Born To Be Wild" (como parte de Triple T, feat. J.Y. Park)                               | 2016                   | 164                    | 11                     | - KOR: 13,112+                                       | SM Station                                             |
| "Encore" (como parte de JYP Nation)                                                       | 2016                   | —                      | —                      | - KOR: 2,945+                                        | JYP Nation Mix & Match Concert (Lanzamiento sin álbum) |
| "Rull It Out" MRSHLL, feat. Min & Ugly Duck)                                              | 2018                   | —                      | —                      |                                                      | Alien Issa Mixtape                                     |
| "Jiryuh" (AFSHeeN, feat. Min)                                                             | 2020                   | —                      | —                      | Jiryuh                                               |                                                        |
| "Who We R *" (Lil Cherry and Goldbuuda, feat. Min & Lil Kirby)                            | 2022                   | —                      | —                      | Space Talk                                           |                                                        |
| Apariciones en bandas sonoras                                                             |                        |                        |                        |                                                      |                                                        |
| "Living Like A Fool"                                                                      | 2012                   | 71                     | —                      | - KOR: 181,793+                                      | Bachelor's Vegetable Store OST                         |
| "Let It Bleed" (with About)                                                               | 2021                   | —                      | —                      |                                                      | Bite Sisters OST                                       |
| "Mint Candy"                                                                              | 2022                   | —                      | —                      |                                                      | Taste of Love OST                                      |
| "—" denota lanzamientos que no entraron en las listas o que no se lanzaron en esa región. |                        |                        |                        |                                                      |                                                        |

### Composiciones
| Año  | Canción           | Artista                  | Álbum         | Editorial musical   | KOMCA      | KOMCA                            | Notas                     |
| Año  | Canción           | Artista                  | Álbum         | Editorial musical   | Acreditado | Con                              | Notas                     |
| ---- | ----------------- | ------------------------ | ------------- | ------------------- | ---------- | -------------------------------- | ------------------------- |
| 2015 | "The Mirene Song" | Mirene                   |               | Stone Music         | Sí         | Irene Kim                        | Co-letrista               |
| 2015 | "Stuck"           | Miss A                   | Colors        | JYP                 | Sí         |                                  | Letrista                  |
| 2016 | "Far, Far Away"   | G.Soul                   | Far, Far Away | JYP                 | Sí         | G.Soul                           | Co-letrista               |
| 2018 | "Marathon"        | Deepshower               | COLORS        | Stone Music         | Sí         | Deepshower, MRSHLL               | Cocompositor, Co-letrista |
| 2020 | "Jiryuh"          | AFSHeeN                  | Jiryuh        | CONECTD             | No         |                                  | Letrista                  |
| 2021 | "Onion"           | Min                      | ONION         | Danal Entertainment | No         | MRSHLL                           | Cocompositor, Co-letrista |
| 2022 | "Hit Me Up"       | Min                      | Hit Me Up     | Warner Music Korea  | No         | JMIN, Leanon, Xitsuh             | Cocompositor              |
| 2022 | "Who We R *"      | Lil Cherry and Goldbuuda | Space Talk    | Sony Music Korea    | Sí         | Goldbuuda, Lil Cherry, Lil Kirby | Co-letrista               |

## Videografía
| Año  | Arista    | Videoclip                           | Ref.   |
| ---- | --------- | ----------------------------------- | ------ |
| 2015 | Amber Liu | «Shake that Brass (feat. Tae Yeon)» | [ 29 ] |

## Filmografía

### Drama
| Año  | Título                   | Cadena           | Rol                    | Notas         |
| ---- | ------------------------ | ---------------- | ---------------------- | ------------- |
| 2011 | Dream High               | KBS2             | Bailarina de Flash Mob | Cameo (EP 16) |
| 2012 | Dream High 2             | KBS2             | Ella misma             | Cameo (EP 15) |
| 2013 | Reckless Family Season 2 | MBC              | Ella misma             | Comedia       |
| 2015 | Dream Knight             | Youku Tudou      | Jenny Lee              | Web Drama     |
| 2015 | L.U.V Collage            | Gateway To Korea | Kim Na-ra              | Web Drama     |

### Películas
| Año  | Título                            | Rol           | Director     | Notas          |
| ---- | --------------------------------- | ------------- | ------------ | -------------- |
| 2011 | Countdown                         | Jang Hyeon-ji | Heo Jong-ho  | Rol de soporte |
| TBD  | Sooni: The Executioner's Daughter | Soo-ja        | Ji Seong-won | Rol de soporte |

### Programas de variedades
| Año  | Programa                           | Cadena   | Notas                                    |
| ---- | ---------------------------------- | -------- | ---------------------------------------- |
| 2010 | Oh! My School                      | KBS      | Miembro fijo del elenco                  |
| 2014 | K-Style Season 3                   | KStyleTV | Anfitrión con Irene Kim                  |
| 2015 | K-Style Season 4                   | KStyleTV | Anfitrión con Irene Kim                  |
| 2018 | Get It Beauty On The Road Malaysia | TVN ASIA | Anfitrión con Kaka Azraff y Kim Jung-min |

## Teatro musical
| Año     | Título                        | Rol             | Notas          |
| ------- | ----------------------------- | --------------- | -------------- |
| 2017    | Boys Over Flowers The Musical | Makino Tsukushi | Rol principal  |
| 2020-21 | Super Lunatic The Musical     | Iron Wall Girl  | Rol de soporte |
| 2022-23 | K-Pop                         |                 |                |